# How to Dismantle an Atomic Bomb
A How to Dismantle an Atomic Bomb a U2 2004-ben megjelent nagylemeze. Bono szerint „az első rock and roll lemezünk”. 32 országban kezdett a slágerlista első helyén, köztük az Egyesült Királyságban, a Billboard 200-as listáján. Több mint 9 millió példányt adtak el belőle világszerte.
Az akkor még cím nélküli lemez anyagát 2004 júliusában a franciaországi Nizzában ellopták az együttestől,  és hamarosan elérhetővé vált a különféle fájlcserélő hálózatokon. Megjelenését emiatt előbbre akarták hozni, de végül maradtak az eredeti időpont mellett.

## Dalok
1. Vertigo (3:13)
2. Miracle Drug (3:54)
3. Sometimes You Can't Make It on Your Own (5:05)
4. Love and Peace or Else (4:48)
5. City of Blinding Lights (5:46)
6. All Because of You (3:34)
7. A Man and a Woman (4:27)
8. Crumbs from Your Table (4:59)
9. One Step Closer (3:47)
10. Original of the Species (4:34)
11. Yahweh (4:22)

Japánban és az Egyesült Királyságban a CD-kiadásokon, valamint a bakelitlemezeken és a deluxe kiadásokon világszerte a Fast Cars (3:44) szerepelt ráadásként.

## Előadók
- Bono – ének, zongora (City of Blinding Lights)
- The Edge – gitár, billentyűsök, ének
- Adam Clayton – basszusgitár
- Larry Mullen, Jr. – dob, vokál (Miracle Drug)
- Jacknife Lee – billentyűsök, szintetizátor
- Daniel Lanois – gitár, pedal steel gitár, mandolin, shaker
- Brian Eno – szintetizátor

## Külső hivatkozások
- U2 Wanderer diszkográfia
- U2-Vertigo-Tour.com – a Vertigo turnén játszott számok